# Apače község
Apače község (szlovénül: Apače) alapfokú közigazgatási egység Szlovéniában, a Muravidéken, a Pomurska statisztikai régióban. Lakosainak száma 3541 fő (2020. július 1.).

## A község települései
- Apače
- Črnci
- Drobtinci
- Grabe
- Janhova
- Lešane
- Lutverci
- Mahovci
- Nasova
- Novi Vrh
- Plitvica
- Podgorje
- Pogled
- Segovci
- Spodnje Konjišče
- Stogovci
- Vratja vas
- Vratji Vrh
- Zgornje Konjišče
- Žepovci
- Žiberci

## Népesség
| Lakosok száma | 3631 | 3618 | 3620 | 3605 | 3619 | 3580 | 3564 | 3558 | 3532 | 3541 |
|               | 2008 | 2009 | 2011 | 2012 | 2013 | 2015 | 2016 | 2017 | 2019 | 2020 |